# ワルシャワ経済大学
ワルシャワ経済大学（英語: SGH Warsaw School of Economics、ポーランド語: Szkoła Główna Handlowa w Warszawie）は、ワルシャワに本部を置くポーランドの公立大学。1906年創立、1906年大学設置。
経済大学としてはポーランドで最も歴史が長い。共産主義時代はワルシャワ中央計画統計大学（Szkoła Główna Planowania i Statystyki）と呼ばれていた。略称はSGH。

## 主な出身者
- レシェク・バルツェロヴィチ - ポーランド財務相、ポーランド国立銀行総裁
- en:Elżbieta Bieńkowska - ポーランド地域開発相
- en:Marek Borowski - ポーランド財務相
- en:Danuta Hübner - 欧州委員会委員
- en:Stanisław Kluza - ポーランド財務相
- en:Grzegorz Kołodko - ポーランド財務相
- pl:Józef Oleksy - ポーランド首相
- en:Marek Rocki - ワルシャワ経済大学学長、ポーランド共和国上院議員
- en:Dariusz Rosati - ポーランド外務相、欧州議会議員
- en:Michał Rutkowski - 経済学者
- en:Stefan Starzyński - ワルシャワ市長
- pl:Edward Szczepanik - ポーランド亡命政府首相
- 河野太郎 - 衆議院議員、大学生時代に交換留学で在学
- 田口雅弘 - 岡山大学名誉教授　1979-1984年在籍　財政統計学部国民経済計画学科修士学位取得卒業。2019年 - 2020年、ワルシャワ経済大学正教授[1]。